# شرکت راه‌آهن هوکایدو جنوبی
شرکت راه‌آهن هوکایدو جنوبی (انگلیسی: South Hokkaido Railway Company) شرکت ترابری ریلی ژاپنی است، که در سال ۲۰۰۵ تأسیس شد.